# Heide Keller

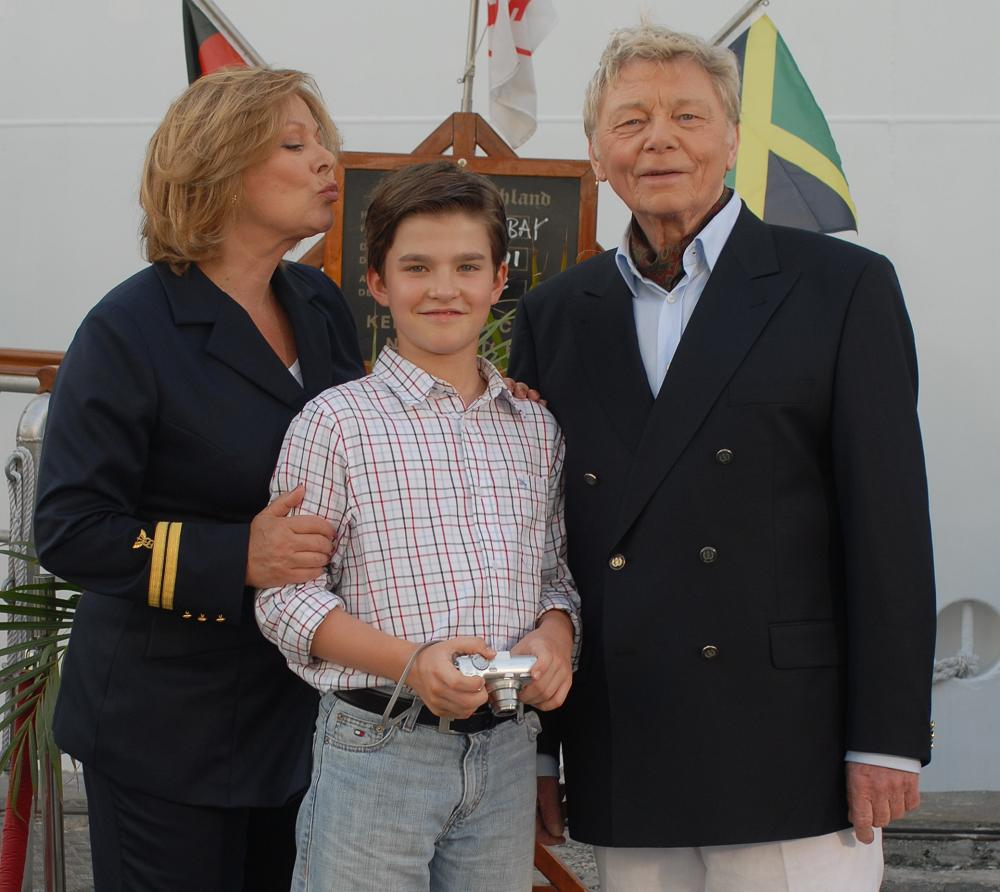
Heide Keller mit Patrick Mölleken (Mitte) und Uwe Friedrichsen (rechts) bei Dreharbeiten zur Traumschiff-Folge San Francisco, 2007

Heide Keller (* 15. Oktober 1939 in Düsseldorf; † 27. August 2021 in Bonn) war eine deutsche Schauspielerin und Drehbuchautorin. Einem breiten Publikum wurde sie vor allem durch die Verkörperung der Chefhostess Beatrice von Ledebur in rund 80 Filmen der ZDF-Reihe Das Traumschiff und in 27 Folgen des Ablegers Kreuzfahrt ins Glück bekannt.

## Leben
Heide Keller wuchs, nach ihrer Geburt am 15. Oktober 1939 in Düsseldorf, in Düren auf, wo sie die Höhere Handelsschule besuchte. Nach ihrer Schauspielausbildung in Düsseldorf erhielt sie ihr erstes Engagement 1962 am Theater am Niederrhein in Kleve, wo sie unter anderem die Julia in Shakespeares Romeo und Julia verkörperte. Mittels Stückverträgen oder Gastspielen trat sie danach an zahlreichen anderen Bühnen auf wie den Wuppertaler Bühnen, der Komödie in Düsseldorf, dem Theater am Dom in Köln, der Kleinen Komödie in Hamburg, dem Contra-Kreis-Theater und dem Kleinen Theater Bad Godesberg in Bonn, der Komödie im Marquardt in Stuttgart, der Komödie Berlin, der Komödie im Bayerischen Hof München und im Berliner Theater am Kurfürstendamm.
Im Fernsehen debütierte Keller 1965 als Fräulein Barsig unter der Regie von Walter Davy in dem Kriminalfilm Verhör am Nachmittag. 1968 war sie bei einer Übertragung des Schwanks Der Meisterboxer aus dem Millowitsch-Theater in Köln an der Seite von Willy und Lucy Millowitsch zu sehen. Nach einigen weniger prägnanten Rollen spielte sie ab 1981 in der ZDF-Fernsehreihe Das Traumschiff zunächst die Hostess, später Chefhostess Beatrice von Ledebur. Ab 2007 war sie in der Rolle auch in insgesamt 27 Folgen des Ablegers Kreuzfahrt ins Glück zu sehen. Keller schrieb auch Drehbücher zu einzelnen Folgen unter dem Pseudonym Jac(ques) Dueppen. Ende Januar 2017 wurde bekannt, dass sie die Fernsehreihe auf eigenen Wunsch verlassen werde. Ende Dezember 2017 wurde in der Folge Uruguay ihr Weggang erstmals thematisiert. Ihren letzten Auftritt auf dem Traumschiff hatte sie in der nachfolgenden 80. Folge Los Angeles, die am 1. Januar 2018 ausgestrahlt wurde.
Im November 2004 veröffentlichte sie gemeinsam mit Peter Bischoff Das Traumschiff: Das Fernwehbuch zur Fernsehserie im Henschel-Verlag. Anfang Oktober 2018 erschien unter dem Titel Traumzeit und andere Tage: Erinnerungen im Knaur Verlag eine Autobiografie Kellers.

## Persönliches
Heide Keller war in erster Ehe mit dem Schauspieler Thomas Härtner, dem Sohn von Georg Thomalla, verheiratet. In zweiter Ehe war sie zehn Jahre lang mit dem Schauspieler Hans von Borsody verheiratet; ihre Stieftöchter waren Suzanne von Borsody und Cosima von Borsody. Zuletzt lebte sie in einer Seniorenresidenz in Bonn, wo sie am 27. August 2021 im Alter von 81 Jahren an Leukämie starb. Heide Keller fand auf dem Friedhof des Bonner Ortsteils Muffendorf ihre letzte Ruhestätte.

## Filmografie (Auswahl)
- 1965: Verhör am Nachmittag (Fernsehfilm)
- 1968: Der Meisterboxer (Fernsehfilm)
- 1977: Tatort: Flieder für Jaczek (Fernsehfilm)
- 1977: Drei sind einer zuviel (Fernsehserie, drei Folgen)
- 1978: Klimbim (Fernsehserie, Folgen 5×03–5×04)
- 1978: Ausgerissen! Was nun? (Fernsehreihe)
- 1981: Sextett (Fernsehaufzeichnung Komödie Berlin)
- 1982: Manni, der Libero (Fernsehserie, 13 Folgen)
- 1983: Derrick (Fernsehserie, Folge 10×01 Via Genua)
- 1989: Berliner Weiße mit Schuß (Fernsehserie, Folge 1×13)
- 1992: Ein Heim für Tiere (Fernsehserie, Folge 8×04 Ansteckungsgefahr)
- 1997: Frauenarzt Dr. Markus Merthin (Fernsehserie, Folge 2×16 Der Unfall)
- 1999: Großstadtrevier (Fernsehserie, Folge 9×07 Harte Bandagen)
- 2003: Rosamunde Pilcher – Sternschnuppen im August (Fernsehfilm)
- 2006: Inga Lindström – Emma Svensson und die Liebe (Fernsehfilm)
- 2007–2017: Kreuzfahrt ins Glück (Fernsehreihe)
- 2013: Rosamunde Pilcher – Die Frau auf der Klippe (Fernsehfilm)
- 2013: Notruf Hafenkante (Fernsehserie, Folge 8×01 Einmal Traumschiff, Crossoverfolge mit Das Traumschiff)

### Das-Traumschiff-Reihe
Als Chefhostess Beatrice von Ledebur war Keller von 1981 bis 2018 in 80 Folgen der Fernsehreihe Das Traumschiff zu sehen, darunter:
- 1983: Marrakesch
- 1983: Kenia (November)
- 1983: Karibik
- 1983: Kenia (Dezember)
- 1983: Amazonas
- 1984: Rio
- 1986: Thailand
- 1986: Bali
- 1996: Sydney
- 1998: Argentinien
- 2002: Chile und die Osterinseln
- 2003: Südsee
- 2004: Samoa
- 2005: Oman
- 2005: Burma/Myanmar
- 2010: Indian Summer
- 2011: Bora Bora
- 2012: Bali
- 2013: Malaysia
- 2014: Perth
- 2015: Macau
- 2016: Cook Islands
- 2016: Palau
- 2017: Kuba
- 2017: Tansania
- 2017: Uruguay
- 2018: Los Angeles

## Hörspiele
- 1991: Horst Hensel, Heinrich Peuckmann: Bei Anpfiff Mord – Regie: Klaus Wirbitzky
- 1996: Horst Bosetzky (Pseudonym –ky): Burn out – Regie: Klaus Wirbitzky